# Hai số phận
Hai số phận (có tên gốc tiếng Anh là: Kane and Abel) là một cuốn tiểu thuyết được sáng tác vào năm 1979 bởi nhà văn người Anh Jeffrey Archer. Tựa đề Kane and Abel dựa theo câu chuyện của anh em: Cain và Abel trong Kinh Thánh Cựu Ước.
Tác phẩm được xuất bản tại Anh Quốc vào năm 1979 và tại Hoa Kỳ vào tháng 2 năm 1980, cuốn sách phổ biến thành công trên thế giới. Sách đạt danh hiệu sách bán chạy nhất theo danh sách của tờ New York Times và năm 1985 nó được đưa lên chương trình truyền hình miniseries của CBS với tên là Kane & Abel bắt đầu với Peter Strauss vai Rosnovski và Sam Neill vai Kane.

## Tác phẩm
Cuốn sách là một câu chuyện kể về hai người có số phận khác nhau. Họ không có điểm gì giống nhau cả ngoại trừ việc họ sinh ra vào cùng một thời điểm (18/04/1906) và có một lòng quyết tâm để đạt được thành công trong cuộc sống. William Lowell Kane là một người mạnh mẽ và giàu có trong khi đó Abel Rosnovski (tên ban đầu là Wladek Koskiewicz) là một người gốc Ba Lan phải đấu tranh từ lúc sinh ra và lớn lên cùng với những người nghèo khổ, cuối cùng di cư đến Hoa Kỳ.
William tiếp nối sự nghiệp của cha mình là Richard Kane, để trở thành một chủ ngân hàng thành công. Trong khi William vẫn còn là một đứa trẻ, cha của anh đã chết trong thảm họa tàu Titanic. Người cha mất đi đã biến anh trở thành người thừa kế của ngân hàng Kane & Cabot. William đã thể hiện là một con người có tính kỷ luật và thông minh như những học sinh khác của trường St. Paul's School và sau đó là ở Harvard. Mẹ của anh đã tái hôn với Henry Osborne, hắn ta chỉ là một kẻ ham mê cờ bạc và phụ nữ. William ghét Henry kể từ lần đầu tiên tiếp xúc với hắn, do vậy anh dành phần lớn thời gian sống ở St. Paul và gia đình người bạn thân của mình là Mathew Lester. William có ước mơ trở thành chủ tịch của ngân hàng Lester vào một ngày nào đó. Trong khi mẹ của anh vừa bị chết vì đẻ non thì Henry đã lấy đi những đồng tiền cuối cùng trong phần thừa kế của mẹ anh và lừa đảo lấy 500000 trong tài khoản thừa kế của anh (do mẹ anh, người đỡ đầu và chủ tịch ngân hàng Kane & Cabot giám hộ). William đã đuổi Henry ra khỏi nhà.
Wladek Koskiewicz được sinh ra trong một khu rừng già bên cạnh xác người mẹ đã chết của mình và anh được gia đình của người gài bẫy thú đón về và nuôi dưỡng. Khi lớn lên thì anh đã thể hiện là một cậu bé có trí thông minh vượt trội. Nam tước Baron Rosnovski muốn anh cùng học với con trai của ông là Leon, bởi Wladek sẽ là động lực cạnh tranh giúp con trai ông học tập tốt hơn. Wladek đồng ý đến lâu đài của Baron với điều kiện là anh ta có thể mang theo người chị lớn là Florentyna, người chị rất mực thương yêu Wladek. Leon và Wladek sống và học tập cùng nhau rồi nhanh chóng thân thiết. Sau đó ít lâu, thế chiến thứ nhất diễn ra và Đức tấn công Ba Lan. Quân Đức bắt Baron, người làm và con trai của ông chủ lâu đài này. Leon vì đỡ lấy cú đánh từ tên lính Đức cho Wladek nên đã chết. Những người còn lại trong lâu đài bị bắt giam dưới những căn hầm tối và bẩn thỉu ngay dưới lâu đài trong suốt gần 5 năm để phục vụ cho bọn lính Đức. Wladek trở thành người duy nhất trong đám tù có thể chỉ đạo được cả nhóm. Cậu chia người ra làm 3 nhóm, thay phiên nhau làm việc, chia đồ ăn thức uống. Những ngày cuối đời dưới hầm tù Nam tước Rosnovski đã trao cho cậu bé Wladek chiếc vòng bạc có khắc chữ: "Nam tước Abel Rosnovski". Wladek thực sự nhận ra Nam trước là cha của mình người mà anh đang tìm kiếm bấy lâu bởi vì cũng giống như anh, Nam tước cũng thiếu một núm vú. Sau đó quân lính Nga tiến vào Ba Lan, thế chỗ quân Đức, cướp lâu đài và coi những người còn sống sót trong lâu đài như những tù nhân. Wladek đã phải chứng kiến người chị gái lớn Florentyna bị những tên lính Nga cưỡng hiếp đến chết, khi đó người chị của anh còn rất trẻ.
Những tù nhân được giải đi trên chuyến tàu đến Nga, chuyến đi rất dài và kham khổ. Wladek bị chuyển từ nơi anh đang bị quản lý đến giam cầm, tù đày ở Siberia. Anh trốn thoát đến Moskva và rồi đến Thổ Nhĩ Kỳ sau khi phải đối mặt với nhiều khó khăn và gian khổ. Ở đó, anh bị suýt bị mất gần một bàn tay (một hình phạt phổ biến ở Trung Đông) vì tội trộm cắp nhưng có sự can thiệp của hai nhà ngoại giao người Anh nên thoát được. Họ chuyển anh đến lãnh sự quán Ba Lan, từ đó với sự giúp đỡ của họ, anh di cư sang Hoa Kỳ và đổi tên là Abel Rosnovski.
Anh bắt đầu cuộc sống bằng việc làm phục vụ bàn trong khách sạn Plaza, đồng thời tham gia lớp học ban đêm về kinh doanh tại Đại học Columbia. Trong lúc Abel đang làm việc đó, Davis LeRoy là chủ sở hữu của nhóm các khách sạn Richmond, đã rất ấn tượng về cách làm việc của anh ta nên ông ta đã mời anh về quản lý khách sạn cho mình. Abel thay đổi cách quản lý yếu kém của khách sạn bằng cách quản lý mới nhằm thu lợi nhuận và anh cũng mua cổ phiếu trong hệ thống khách sạn cho mình là 25%. Trong thời kỳ khó khăn nhất, khách sạn mắc nợ ngân hàng và Davis không thể tìm thấy cách tháo gỡ. Trong bản di chúc để lại trước tự tử, Davis dành số còn lại cổ phần trong tập đoàn Richmond cho Abel. Trước khi tự tử trong bản di chúc, Davis có nhắc đến rằng ngân hàng Kane & Cabot đã không hỗ trợ ông ta khi khách sạn gặp khó khăn. Abel biết như vậy, anh đã bắt đầu lập kế hoạch cho việc trả thù Kane, người chủ của ngân hàng Kane & Cabot mà không hề biết rằng người giấu tên tài trợ khoản vay 2 triệu đô để anh khôi phục tập đoàn Richmond lại chính là William Kane. Sau đó Abel bắt tay vào khôi phục lại hệ thống khách sạn Richmon, đổi tên thành tập đoàn Nam tước. Trong thời gian này, Abel đã kết hôn với Zaphia, cả hai đều xuất thân từ Ba Lan.
Abel đổi tên khách sạn từ "Richmond" thành "Nam tước" và xây dựng thành công chuỗi khách sạn. Bằng cách cộng tác với Henry Osborne, người mà bằng cách nào đó đã gia nhập vào lĩnh vực chính trị, Abel đã có kế hoạch trả thù Kane và các ngân hàng Kane & Cabot. Abel sinh ra một cô con gái, đặt tên Florentyna để nhớ về người chị đã mất của mình. Trong khi đó, Kane sinh ra một cậu con trai, đặt tên là Richard. Trong Chiến tranh Thế giới thứ II Abel sống ở Pháp và luôn nhớ về mối thù với Kane. Khi anh trở về nhà từ chiến tranh, biết không thể chung sống được với nhau nên anh và Zaphia quyết định ly hôn.
Trong khi đó ngân hàng của Kane & Cabot và Lester đã hợp nhất thành một ngân hàng và có một điều khoản là bất kỳ người nào chiếm 8% tổng số cổ phần có thể triệu tập cuộc họp hội đồng. Abel đã cố gắng để có được 8% của các cổ phiếu của ngân hàng, nhưng Kane bằng nỗ lực quản lý của mình đã không để cho Abel thực hiện được ý định đó. Kane và Abel, họ vô tình gặp nhau nhiều lần trong suốt cả câu chuyện.
Florentyna Rosnovski và Richard Kane đã gặp nhau và yêu nhau mà không hề biết về mối thù giữa hai người cha của họ. Florentyna và Richard Kane lấy nhau và đề nghị hai người cha của mình hãy giảng hòa. Họ sống riêng với những người cha và bắt đầu xây dựng một chuỗi các cửa hàng boutique lấy tên của Florentyna.
Cuối cùng, Abel đã thực hiện công để có được đủ số cổ phần của ngân hàng và đuổi Kane ra khỏi ngân hàng. Kane quyết định tha thứ cho con trai và con dâu và hiện ông muốn gặp gỡ họ. Ông đã chết trước khi ông có thể nhìn thấy chúng và cháu nội của ông. Nhưng trước khi chết, William bỗng nhớ lại hình ảnh viên trung tá đã cứu ông trong Chiến tranh Thế giới thứ II, ông bỗng nhớ lại rằng mình đã nhìn thấy chiếc vòng trên tay trung tá, và William bấy giờ mới biết người cứu mình chính là Abel, ông bỗng mỉm cười rồi qua đời. Abel sau đó biết rằng người giúp đỡ mình thành công như ngày hôm nay không phải là David Maxton mà là William Kane. Lúc đó Kane không còn nữa, lòng đầy ân hận, ông đã giảng hòa với người con gái và con rể. Ngay sau khi chết, Abel đã để lại tất cả mọi thứ của mình cho con gái Florentyna, ngoại trừ chiếc vòng bạc có khắc chữ:"Nam tước Abel Rosnovski" là ông để lại cho cháu trai của mình. Những câu cuối cùng của cuốn chuyện mà người đọc có thể thấy là Florentyna và Richard đặt tên con trai của họ là gộp của hai tên Abel và William, tạo nên tên đầy đủ là William Abel Kane.